# Hormeze
Hormeze (z řeckého hormeion = posílit) je název pro hypotézu o příznivém působení mírné zátěže (stresu, toxických látek, radiace, fyzické námahy) na živé organismy včetně člověka.
Studium hormeze je disciplínou na pomezí biologie, toxikologie a medicíny. Hormetický efekt nebo hormatická reakce je pojem označující pozitivní reakci organismu na látky které ve větším množství přivodí vážná poškození. Hormetický efekt je popisován jako dočasný jev u subletálních dávek. Pozitivní hormetický efekt při delší expozici přechází v poškození chronickou otravou. Nejvíce je efekt zmiňován u radioaktivity. Přesto může být reakce organismu na podnět z více důvodů různá. Hormetický efekt bývá obvykle vnímán ve smyslu dávka-odezva jako stimulace nízkou dávkou a inhibice vysokou dávkou. Obvykle nejsou zmiňovány vedlejší efekty, termín hormetický efekt je tedy termín jenž popisuje jakýkoliv pozitivní efekt indukovaný subletální dávkou zatížení. Jev je dáván také do souvislosti s pseudovědeckou homeopatií a uváděn zastánci homeopatie. Nicméně technicky jde o reakce organismu, které jsou svou podstatou různé a i hypotézy homeopatie a hormeze se různí. Avšak například Český klub skeptiků Sisyfos uvádí, že jde o efekt nepřesně definovaný a který není všeobecně akceptován.
Podstatou hormeze má být více mechanismů, které jsou málo prozkoumány. Zmiňována je například adaptace, schopnost všech živých organismů reagovat na nepříznivé podmínky a bránit se jim. Při jakékoliv zátěži dochází k poškození organismu, kterému se organismus snaží bránit tzv. odpovědí na stres. Při určité nízké míře zátěže je poškození organismu minimální, a zároveň již dochází ke spuštění odpovědi na stres, která zvyšuje odolnost organismu a opravuje poškozené molekulární komponenty. Navíc indukce odpovědi na stres krátkou mírnou zátěží obvykle chrání organismus po delší dobu a i před mnoha dalšími druhy zátěže. Organismus procházející pravidelnou mírnou zátěží tak může být v lepším stavu než organismus izolovaný od jakékoliv zátěže.

## Historie
Hypotézu hormeze poprvé formuloval pruský farmakolog Hugo Schulz v roce 1888. Zjistil tehdy, že nízké dávky dezinfekčních činidel na bázi rtuti urychlují růst kvasinek. Společně s psychiatrem Rudolphem Arndtem, který nezávisle došel k podobným závěrům, pak zformulovali Arndt-Schulzovo pravidlo: "Nízké dávky jsou stimulující, střední inhibiční, vysoké smrtící." Toto pravidlo není univerzální a bylo postupně nahrazeno koncepcí hormeze. Tímto pravidlem často neoprávněně argumentují zastánci homeopatie a snaží se jím legitimizovat svou víru. Hypotéza hormeze v minulých 120 letech spíše živořila na pokraji zájmu vědy, hlavně kvůli spojování s homeopatií a kvůli nedostatku znalostí o jejích možných molekulárních mechanismech. Při životě ji pomáhal udržovat i americký biolog Thomas D. Luckey, který v roce 1945 objevil, že dobytek krmený antibiotiky rychleji přibývá na váze. Tento jev se v USA využívá dodnes (v EU je zakázán), ale je kritizován (například WHO), že se tím podporuje antibiotická rezistence. Současný název hormeze pochází z roku 1943 z práce Southama a Ehrlicha, kteří popsali, že malé dávky toxického extraktu z dřeva stromů sekvojí stimulují množení jejích houbových škůdců. Americký toxikolog Edward J. Calabrese z University of Massachusetts v roce 1976 zjistil, že malé dávky herbicidů stimulují růst máty. Od té doby se hormezí zabýval teoreticky i experimentálně a definitivně ji zpopularizoval mezi vědeckou veřejností. Jeho postoj je ale silně kritizován vědeckými kolegy a on sám se například snažil bagatelizovat zdravotní rizika kouření tabáku. V současnosti jsou významnými badateli na poli hormeze Mark P. Mattson z USA a Michael Ristow ze Švýcarska.

## Příklady hormeze
Původně byl pojem hormeze používán pouze v toxikologii a to pro stimulační účinky nízkých dávek toxických látek. Postupně však docházelo k rozšiřování celé koncepce, takže dnes je za hormezi považováno i příznivé působení nízkých dávek radiace (viz radiační hormeze), alkoholu, tepla (sauna), chladu (otužování, kryoterapie), různých druhů fyzikální terapie, půstu, paleolitické diety, sportu a duševní aktivity.

### Alkoholová hormeze
Existuje rozšířené mínění, že alkoholický nápoj neškodí v malých dávkách. Dokládají to i některé studie, ovšem půjde však pravděpodobně o vliv systematické chyby takových studií, kdy do skupiny abstinentů například spadají lidé, kteří nepijí ze zdravotních důvodů (a jsou již z jiného důvodu nemocnější odpočátku). Například podle výzkumu Cincinnatské univerzity vlastní alkohol zdraví škodí i v této malé míře bez ohledu na typ nápoje. Od malých dávek způsobuje i například karcinom prsu – dvě alkoholové jednotky (půl litru piva s 4 % alkoholu) za den zvyšují riziko této rakoviny o 24 %. Malé dávky zvyšují riziko i dalších typů rakovin. Neexistuje tak zdravá minimální dávka alkoholu.

### Radiační hormeze
Hypotéza radiační hormeze předpokládá příznivé působení nízkých dávek ionizujícího záření (tedy rentgenového, gamma a částicového) na živé organismy včetně člověka. Zatímco vysoké dávky záření způsobují oxidační stres a poškození DNA, takže mohou vyvolat rakovinu, poškození plodu, nemoc z ozáření až smrt, poškození nízkými dávkami může být velmi malé a více než vykompenzované současnou aktivací odpovědi na stres. Odpověď na stres zahrnuje aktivaci mechanismů opravujících DNA a chránících před vznikem rakoviny, takže určité nízké dávky záření mohou být prospěšnější než žádné. Řada klinických studií ukázala, že lidé žijící v oblastech s vyšší přirozenou radiací mají nižší incidenci rakoviny než lidé v okolních oblastech. To platí i o radonu, radioaktivním plynu, který se uvolňuje z podloží a je ve velkém množství přítomen v dolech, jeskyních a minerálních vodách. Příznivých zdravotních účinků radonové radiace využívají například umělé lázně v Jáchymově . To je nevýhoda epidemiologických studií, které mohou obsahovat systematické zkreslení, oproti klinickým studiím. Dalším falešným mechanismem imitujícím hormezi může být například vyhýbání se radiodiagnostice.

### Mitohormeze
Mitohormeze je název pro mírné farmakologické přetížení nebo naopak utlumení metabolismu mitochondrií doprovázené zvýšenou produkcí volných radikálů. Tato mírná oxidační a energetická zátěž spouští odpověď na stres a tím paradoxně prodlužuje život a zlepšuje imunitu experimentálních organismů (kvasinek Saccharomyces cerevisiae, háďátek Caenorhabditis elegans, octomilek Drosophila melanogaster a myší Mus musculus). Metaanalýza však ukázala, že některé antioxidanty (betakaroten, vitamíny A a E) zvyšují úmrtnost. Předpokládá se, že další typy hormeze (sport, půst, paleolitická dieta, termoterapie), z nichž některé fungují i u člověka, jsou ve skutečnosti také mitohormezí, neboť zvýšená produkce volných radikálů je univerzálním projevem mnoha různých druhů zátěže. Z tohoto pohledu je zajímavé, že příznivý efekt mitohormeze lze indukovat některými běžně používanými léky či doplňky stravy.[zdroj?] Tento jev byl popsán u statinů, které se používají na snížení cholesterolu, metforminu, který se používá na léčbu diabetu, D-glukosaminu, který se používá jako doplněk stravy při bolestech kloubů a kyseliny mléčné, která se v těle přirozeně uvolňuje při sportu a je součástí některých potravin i kosmetiky.